# Pipistrellus stenopterus
Pipistrellus stenopterus är en fladdermusart som först beskrevs av George Edward Dobson 1875.  Pipistrellus stenopterus ingår i släktet Pipistrellus och familjen läderlappar. IUCN kategoriserar arten globalt som livskraftig. Inga underarter finns listade i Catalogue of Life.
Arten når en absolut längd av 92 till 110 mm, inklusive en 55 till 57 mm lång svans samt en vikt av 14 till 20 g. Den har 37 till 42 mm långa underarmar, cirka 11 mm långa bakfötter och ungefär 13 mm stora öron. Ovansidan är täckt av mörk rödbrun päls och undersidan är lite ljusare. Pipistrellus stenopterus har en bred nos. I handen är det femte metakarpalbenet betydligt mindre än det fjärde. Den broskiga fliken i örat (tragus) liknar en klubba i utseende.
Denna fladdermus förekommer med flera från varandra skilda populationer på södra Malackahalvön, Sumatra, Borneo och södra Filippinerna. Den lever i kulliga områden och i låga bergstrakter mellan 100 och 1200 meter över havet. Arten vistas i olika habitat med träd, inklusive trädodlingar.
Individerna vilar i trädens håligheter eller under byggnadernas tak. De syns ofta tillsammans med Scotophilus kuhlii. Fladdermusen flyger vanligen över öppna ytor eller ovanför floder när den jagar. Per kull föds en eller sällan två ungar.